# Grumman HU-16 Albatross

Grumman HU-16A a Ciampino

Il Grumman HU-16 Albatross era un aereo anfibio bimotore a scafo centrale ad ala alta prodotto dall'azienda statunitense Grumman dagli anni quaranta agli anni sessanta.
Originariamente designato SA-16, è stato rinominato HU-16 nel 1962.

## Storia del progetto
Negli anni quaranta venne emesso una specifica per la fornitura di un idrovolante destinato ad operare in pieno oceano per missioni di ricerca e soccorso dei piloti abbattuti; tra le richieste la necessità di poter ammarare in condizione di mare agitato.

## Impiego operativo

### Militare

#### Stati Uniti d'America
La maggior parte degli Albatross, inizialmente designati SA-16, vennero impiegati dall'USAF, principalmente nel servizio di soccorso aereo. L'USAF venne impiegato operativamente durante la guerra di Corea dove si guadagnò la reputazione di modello particolarmente robusto. Successivamente, ridesignato HU16 e nella versione B a lungo raggio, l'Albatross venne ampiamente utilizzato dal Aerospace Rescue and Recovery Service USAF durante la guerra del Vietnam.
La U.S. Navy impiegò gli HU-16D Albatross in missioni SAR (ricerca e soccorso) da basi aeree sulla costa sia dal territorio statunitense che in quelle presenti all'estero. Venne utilizzato anche in operazioni di supporto aereo in ogni parte del mondo e per le "skunk runs" dalla NAS Agana di Guam durante la guerra del Vietnam. Goodwill flights were also common to the surrounding Trust Territory of the Pacific Islands nei primi anni settanta. Vennero frequentemente utilizzati anche per i test di decollo ed ammaraggio assistiti dai sistemi JATO presso le NAS Agana di Guam, Naval Station Guantanamo Bay di Cuba, NAS Barbers Point nelle Hawaii e NAS Pensacola in Florida.
Gli HU-16 operarono per lunghi anni anche con la U.S. Coast Guard in operazioni dalla costa ed in operazioni SAR a lungo raggio fino a quando venne rimpiazzato dagli HU-25 Guardian e Lockheed HC-130.

#### Italia
Gli Albatross giungono in Italia, grazie al programma Mutual Defence Assistance Program, nel 1958 ed assegnati all'Aeronautica Militare. Gli esemplari sono degli HU-16A surplus ex USAF ma pur se sono modelli già sfruttati sono utilizzati per sostituire gli oramai obsoleti CANT Z.506 operativi nella Regia Aeronautica fin da prima dello scoppio della seconda guerra mondiale. Vennero assegnati al 15º Stormo con compiti SAR e Combat SAR rimanendo in servizio operativo fino alla radiazione dell'ultimo esemplare avvenuta il 29 giugno 1979.
L'esemplare attualmente esposto presso il Museo storico dell'Aeronautica Militare apparteneva all'85º Gruppo C/SAR (85º Centro C/SAR) del 15º Stormo.

### Civile
Nel 1970, la Conroy Aircraft realizzò una conversione del HU-16A equipaggiandolo con 2 turboeliche Rolls-Royce Dart alla quale diede la designazione Conroy Turbo Albatross. Realizzato in un singolo prototipo, immatricolato N16CA, non ebbe sbocchi commerciali.
Molti esemplari surplus vennero venduti ad operatori civili ed acquistati, soprattutto, da utilizzatori privati. La compagnia aerea che maggiormente utilizzò l'Albatross fu la statunitense Chalk's International Airlines che operò con 5 esemplari in servizio di linea collegando la Florida con vari punti delle isole Bahamas, ammarando nelle lagune ed altre superfici acquatiche.

## Varianti
XJR2R-1
designazione dei prototipi realizzati in 2 esemplari.
HU-16A (originalmente designato SA-16A)
versione USAF.
HU-16A (originalmente UF-1)
versione per l'Indonesia.
HU-16B (originalmente SA-16A)
versione USAF.
SHU-16B
versione da esportazione. HU-16B modificata per la lotta antisommergibile.
HU-16C (originalmente UF-1)
versione U.S. Navy.
LU-16C (originalmente UF-1L)
versione U.S. Navy.
TU-16C (originalmente UF-1T)
versione U.S. Navy.
HU-16D (originalmente UF-1)
versione U.S. Navy.
HU-16D (originalmente UF-2)
versione per la Germania.
HU-16E (originalmente UF-1G)
versione U.S. Coast Guard.
HU-16E (originalmente SA-16A)
versione USAF.
G-111 (originalmente SA-16A)
versione USAF.
CSR-110
versione RCAF.

## Utilizzatori

### Governativi
Islanda
- Landhelgisgæsla Íslands

### Militari

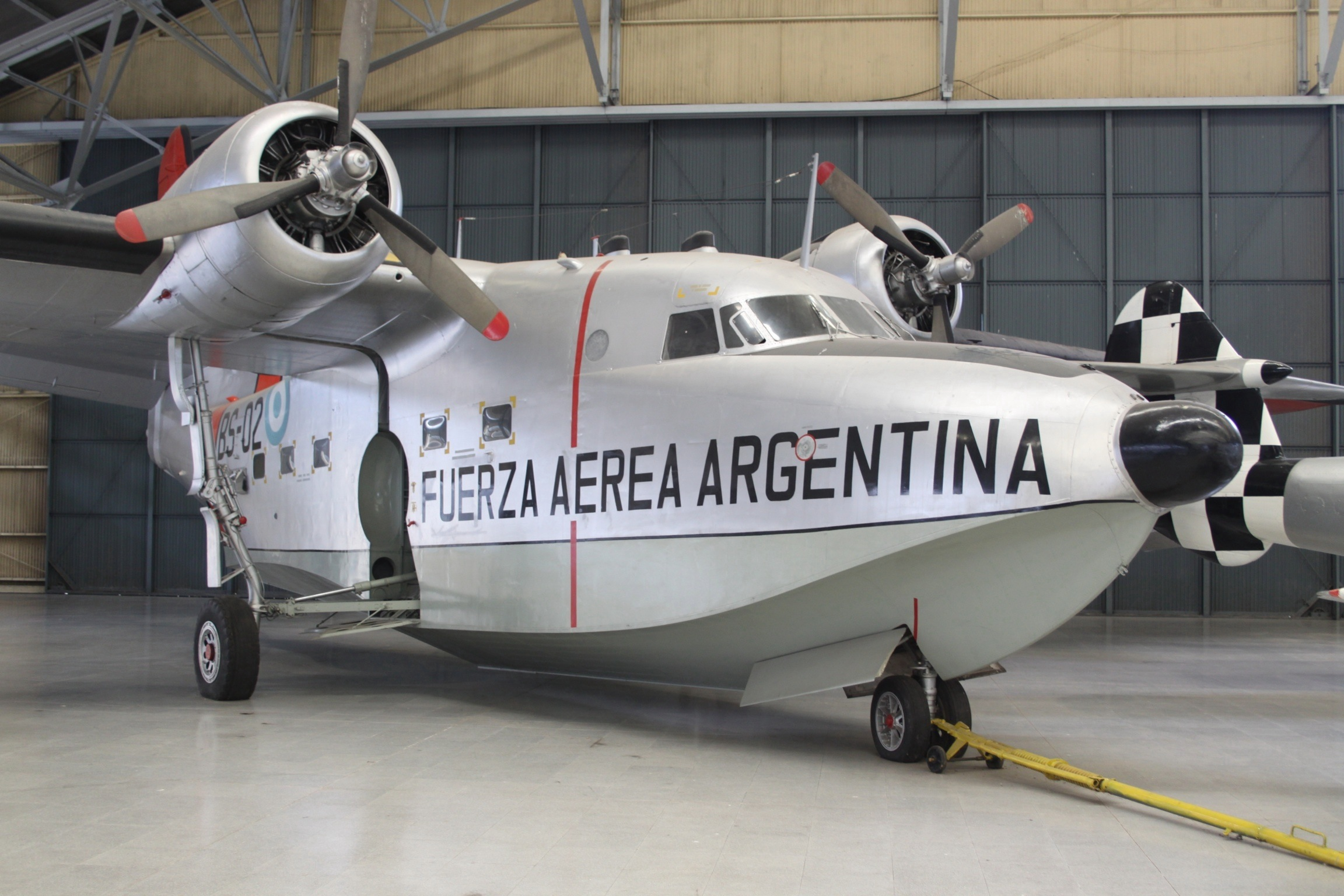
Grumman G-64 Albatross, Fuerza Aerea Argentina

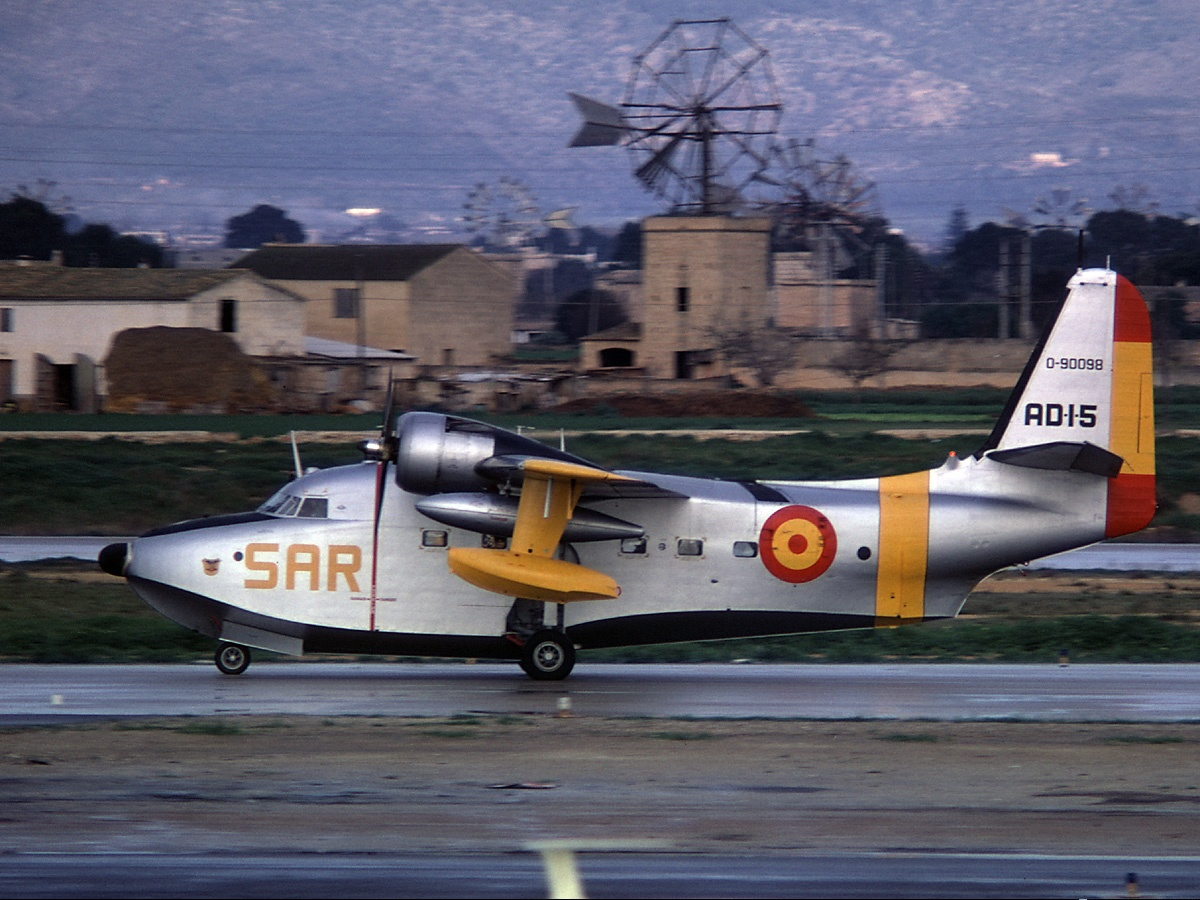
Grumman HU-16A Albatross, Ejército del Aire

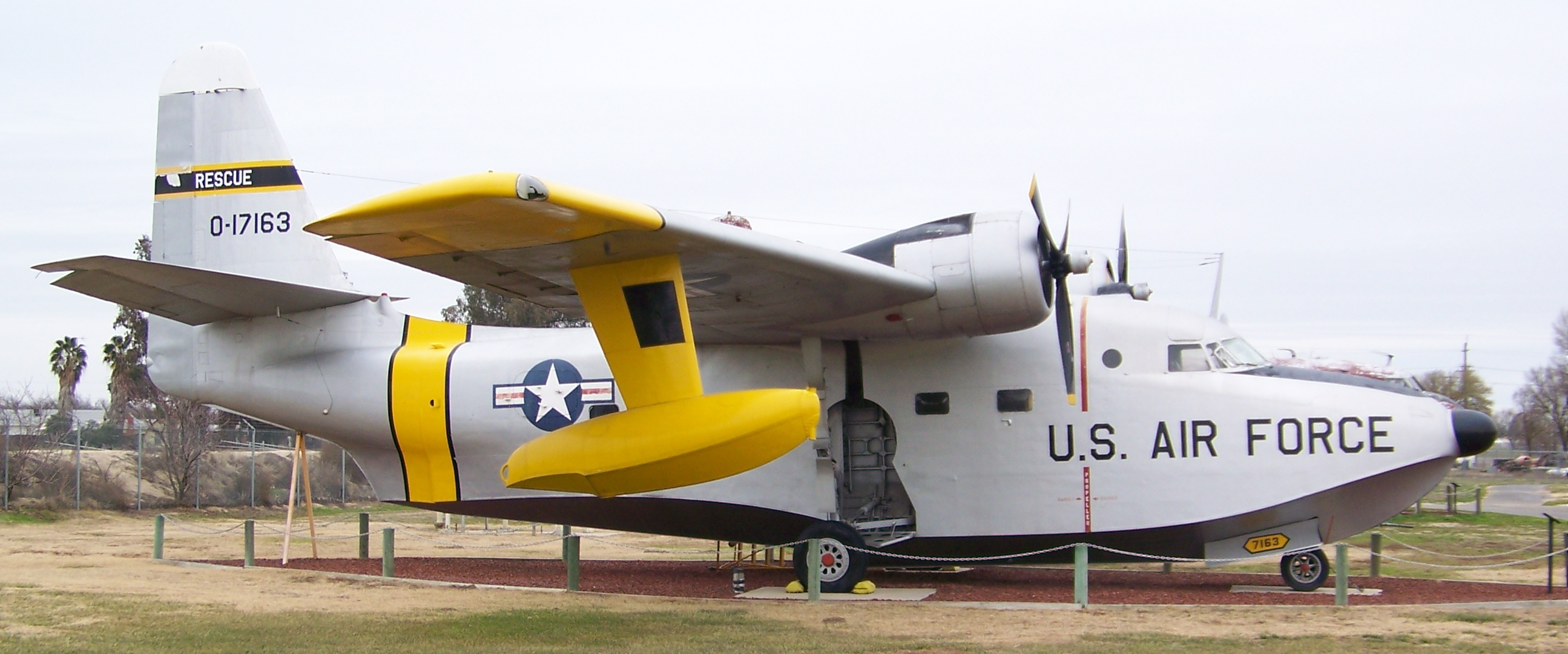
Il Grumman HU-16B dell'USAF

Argentina
- Aviación Naval
- Fuerza Aérea Argentina

 Brasile
- Força Aérea Brasileira

 Canada
- Royal Canadian Air Force

operò con 10 esemplari ridesignati CSR-110 consegnati tra il settembre 1960 ed il marzo 1961.
 Cile
- Fuerza Aérea de Chile
- Servicio de Aviación de la Armada de Chile

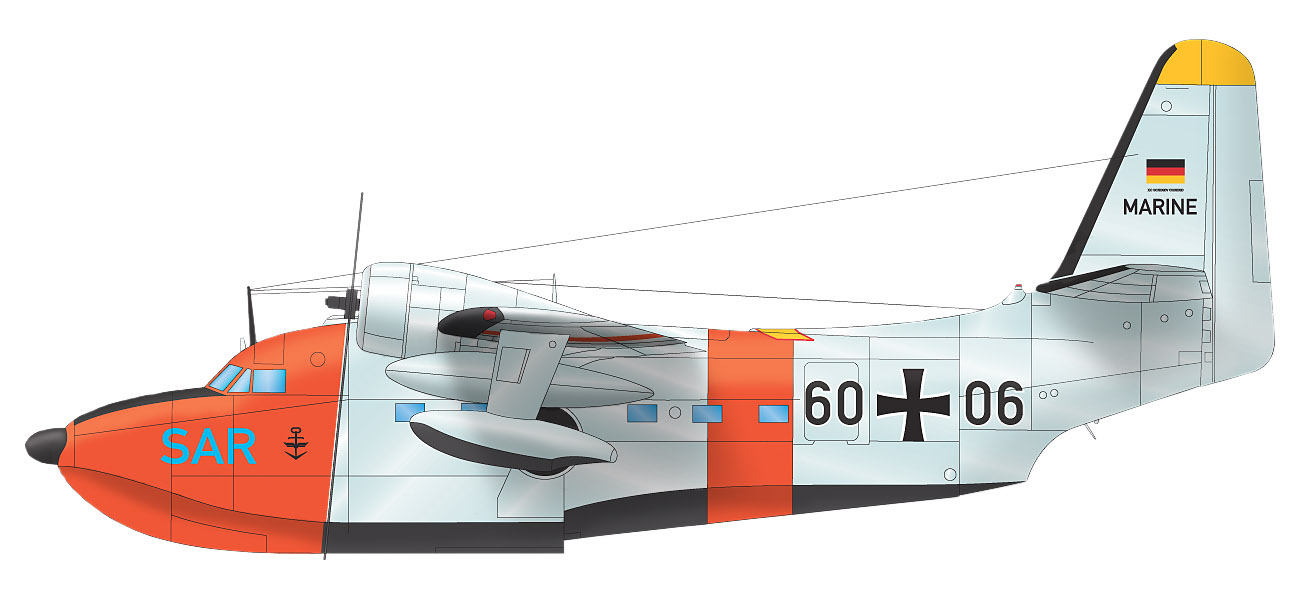
Grumman HU-16B, Marineflieger

 Filippine
- Hukbong Himpapawid ng Pilipinas

 Germania
- Marineflieger

 Giappone
- Kaijō Jieitai

operò con 6 UF-2 (HU-16D ex U.S. Navy) dal 1961 al 1976.
 Grecia
- Polemikí Aeroporía

 Indonesia

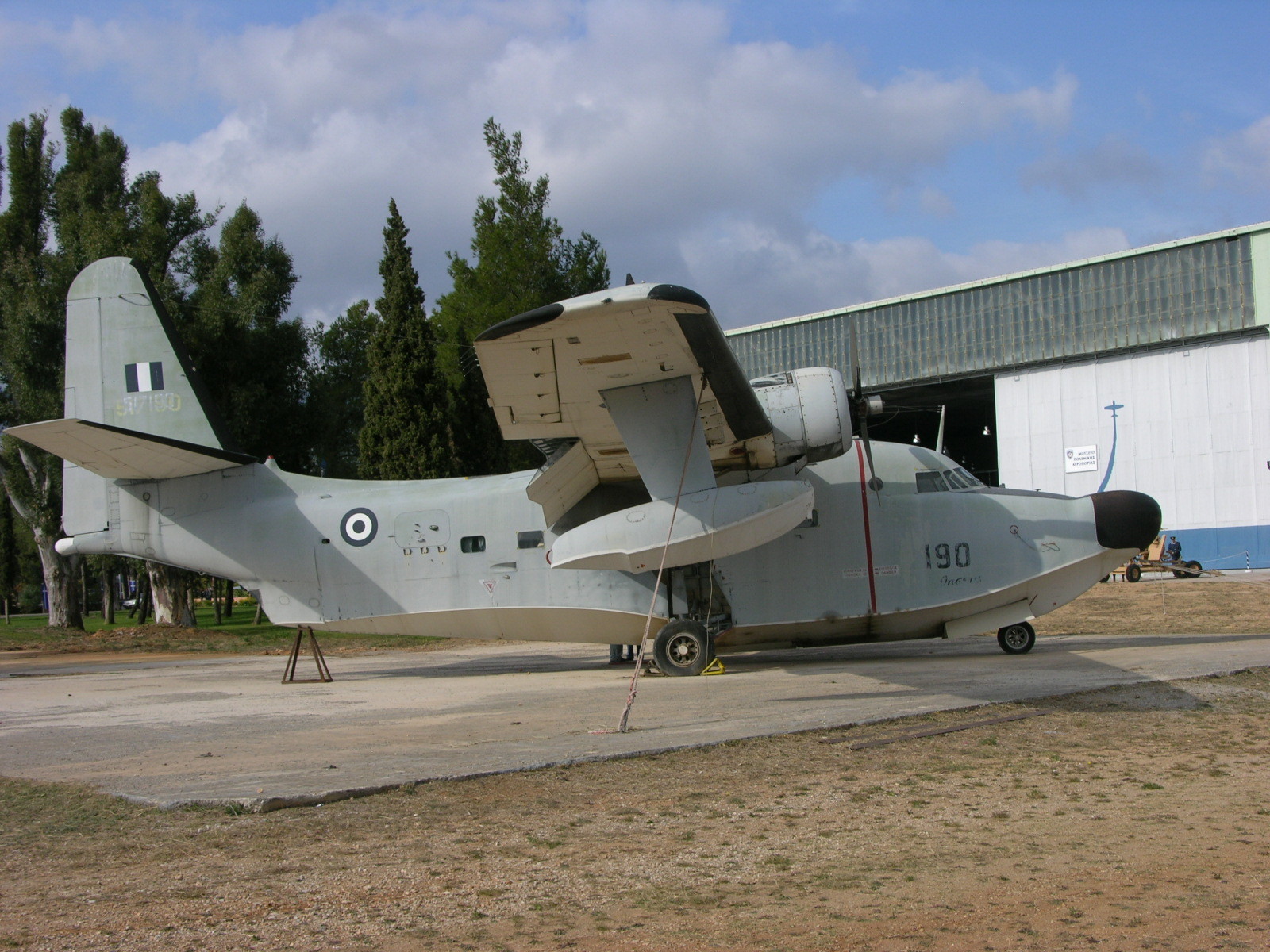
Grumman SA-16B Albatross, Polemikí Aeroporía

- Tentara Nasional Indonesia Angkatan Udara
- Dinas Penerbangan TNI Angkatan Laut

Un Grumman HU-16A Albatross dell'Aeronautica Militare a Pratica di Mare nel 1973

 Italia
- Aeronautica Militare

operò con 13 Grumman HU-16A Albatross dal 1958 al 1979.
 Malaysia
- Tentera Udara Diraja Malaysia

operò dal 1976 al 1993.
 Messico
- Fuerza Aeronaval

 Norvegia
- Kongelige Norske Luftforsvaret

 Pakistan
- Pakistani Fida'iyye
- Pak Bahr'ya

 Perù
- Fuerza Aérea del Perú

 Portogallo
- Força Aérea Portuguesa

 Spagna
- Ejército del Aire

ridesignato AD-1 è entrato in servizio nel 1954.
 Taiwan
- Chung-Hua Min-Kuo K'ung-Chün

 Thailandia
- Kongthap Ruea Thai

 Stati Uniti
- United States Air Force
- United States Coast Guard
- United States Navy

### Civili
(lista parziale)
 Stati Uniti
- Chalk's International Airlines

## Esemplari esistenti

### In Italia

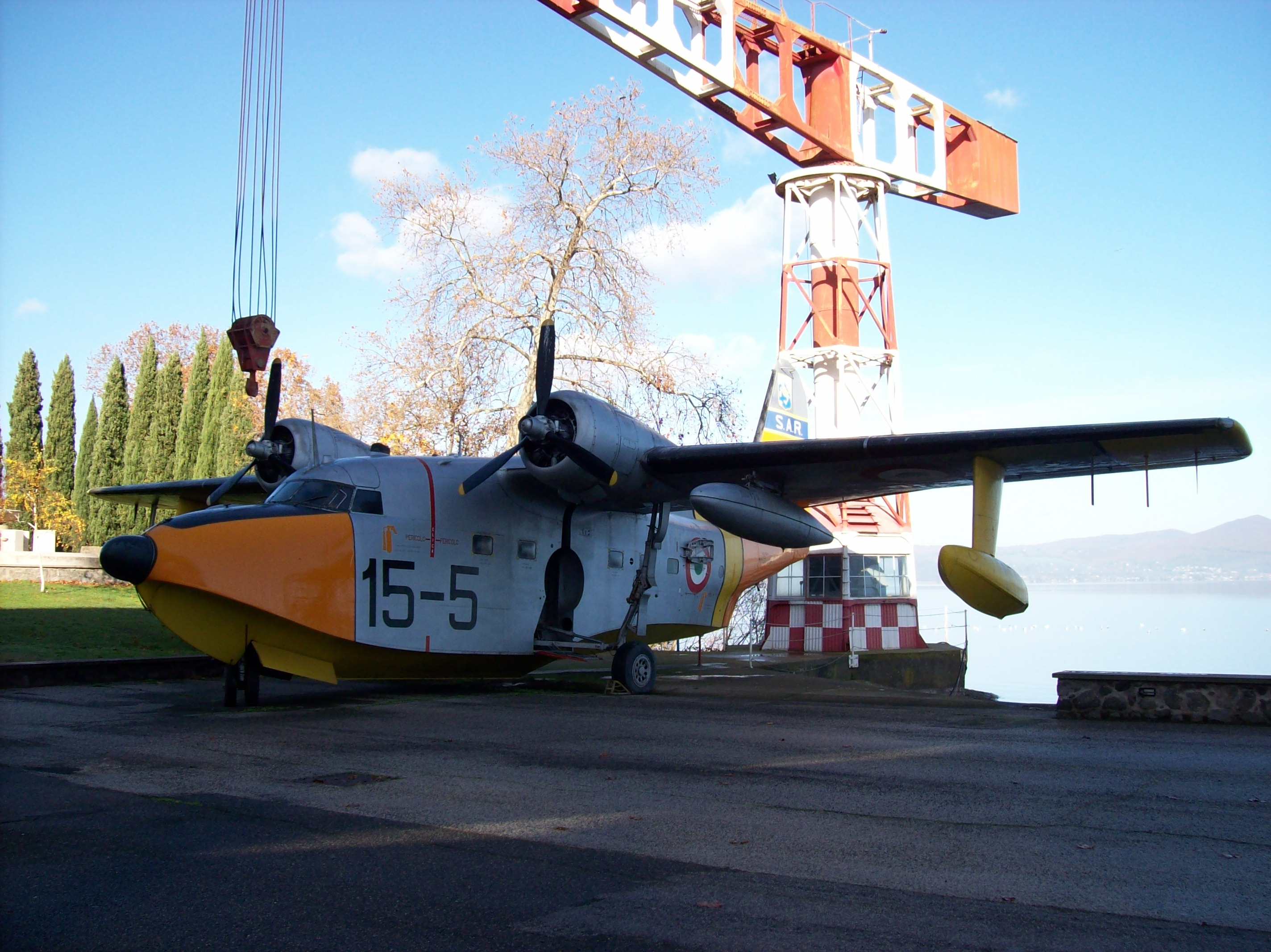
Esemplare MM 50-179 a Vigna di Valle

Fonti:
| Constuction number | Data di consegna all'USAF | Data di consegna all'AMI | Matricola militare | Codice | Luogo di conservazione                                               | Stato |
| ------------------ | ------------------------- | ------------------------ | ------------------ | ------ | -------------------------------------------------------------------- | --- |
| c/n G-62           | 25 maggio 1951            | ?                        | MM 50-174          | 15-2   | Aeroporto di Cameri (NO)                                             | condizioni buone                                                                                                |
| c/n G-63           | 28 maggio 1951            | ?                        | MM 50-175          | 15-3   | sommerso nel lago di Bracciano                                       | precipita per stallo in decollo nel lago di Bracciano 11 agosto 1971 con la morte del pilota cap. Angelo Natale |
| c/n G-65           | 12 giugno 1951            | ?                        | MM 50-177          | 15-4   | Aeroporto di Lampedusa (AG)                                          | condizioni pessime                                                                                              |
| c/n G-68           | 20 luglio 1951            | ?                        | MM 50-179          | 15-5   | Vigna di Valle - Museo storico AM                                    | condizioni ottime                                                                                               |
| c/n G-69           | 23 luglio 1951            | ?                        | MM 50-180          | 15-6   | Musée historique de l'hydraviation di Biscarosse (Francia)           | In attesa di restauro                                                                                           |
| c/n G-72           | 12 settembre 1951         | ?                        | MM 50-182          | 15-7   | Air - Acqua - Park - Ditellandia Castel Volturno (CE)                | smontato (se ancora esiste)                                                                                     |
| c/n G-110          | 19 febbraio 1952          | ?                        | MM 51-035          | 15-8   | Aeroporto di Roma-Ciampino (RM)                                      | condizioni ottime                                                                                               |
| c/n G-112          | 18 febbraio 1952          | ?                        | MM 51-037          | 15-9   | Aeroporto di Gorizia-Merna                                           | condizioni pessime                                                                                              |
| c/n G-207          | ?                         | ?                        | MM 51-7157         | 15-10  | ?                                                                    | Sorte sconosciuta                                                                                               |
| c/n G-225          | ?                         | ?                        | MM 51-7175         | 15-11  | Aeroporto di Brindisi-Casale                                         | condizioni sconosciute                                                                                          |
| c/n G-342          | ?                         | ?                        | MM 51-7252         | 15-12  | ?                                                                    | Sorte sconosciuta                                                                                               |
| c/n G-344          | ?                         | ?                        | MM 51-7253         | 15-14  | Museo dell'Aria e dello Spazio - Due Carrare (PD) fino al 17/05/2013 | Demolito dopo acquisto all'asta                                                                                 |

### Periodici
- Robert F. Dorr, Albatross: Amphibious Airborne Angel, in Air International, vol. 41, n. 4, ottobre 1991, ISSN 0306-5634 (WC · ACNP).